# Le Vagabond du jazz
Pour plus de détails, voir Fiche technique et Distribution.
Le Vagabond du jazz (The Vagabond Lover) est un film musical américain de 1929, réalisé par Marshall Neilan. C'est le début de crooner populaire Rudy Vallée et son ensemble, The Connecticut Yankees, dans le film. Le titre est d'une chanson populaire de Vallée, "I'm Just a Vagabond Lover."

## Fiche technique
- Titre original : The Vagabond Lover
- Réalisation : Marshall Neilan
- Scénario : James Ashmore Creelman
- Production : William LeBaron

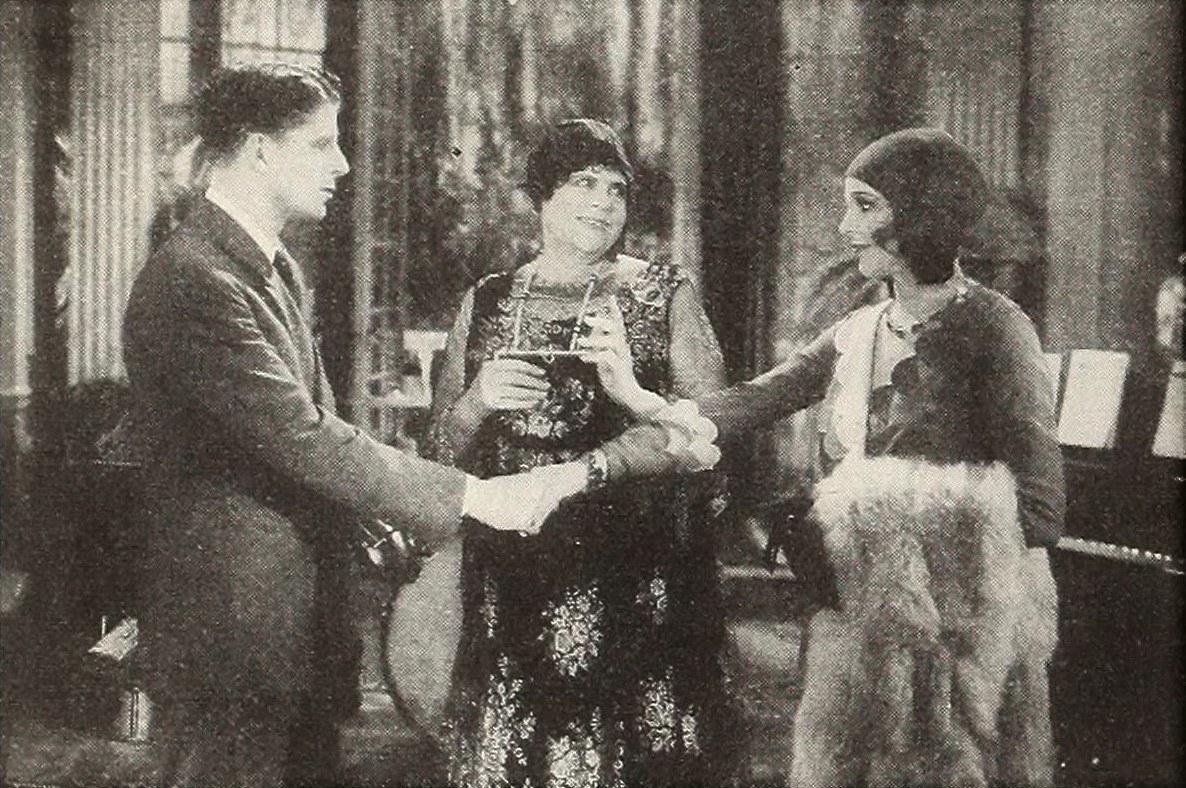
Rudy Vallée, Marie Dressler, et Sally Blane

- Société de production : RKO Radio Pictures
- Photographie : Leo Tover
- Directeur musical : Victor Baravalle
- Pays de production :  États-Unis
- Format : Noir et blanc
- Genre : Musical
- Durée : 65 minutes
- Date de sortie : 
  - États-Unis : 1er décembre 1929

## Distribution
- Rudy Vallée : Rudy Bronson
- Sally Blane : Jean Whitehall
- Marie Dressler : Mrs. Ethel Bertha Whitehall
- Charles Sellon : Officer George C. Tuttle
- Norman Peck : Swiftie
- Danny O'Shea : Sam
- Eddie Nugent : Sport
- Nella Walker : Mrs. Whittington Todhunter
- Malcolm Waite : Ted Grant
- Alan Roscoe : Directeur de Grant
- The Connecticut Yankees : L'ensemble musical

## Bande son

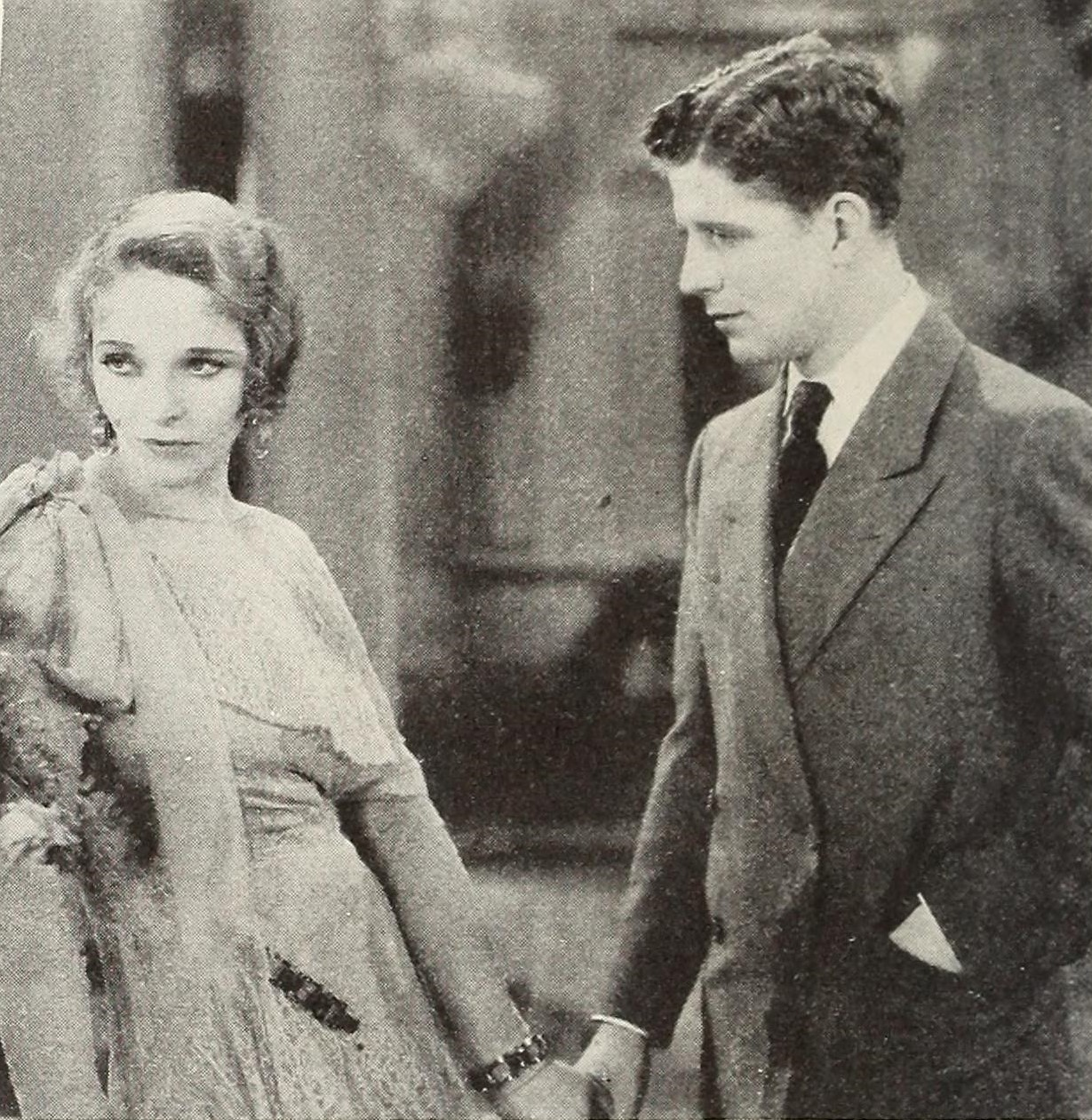
Rudy Vallée et Sally Blane

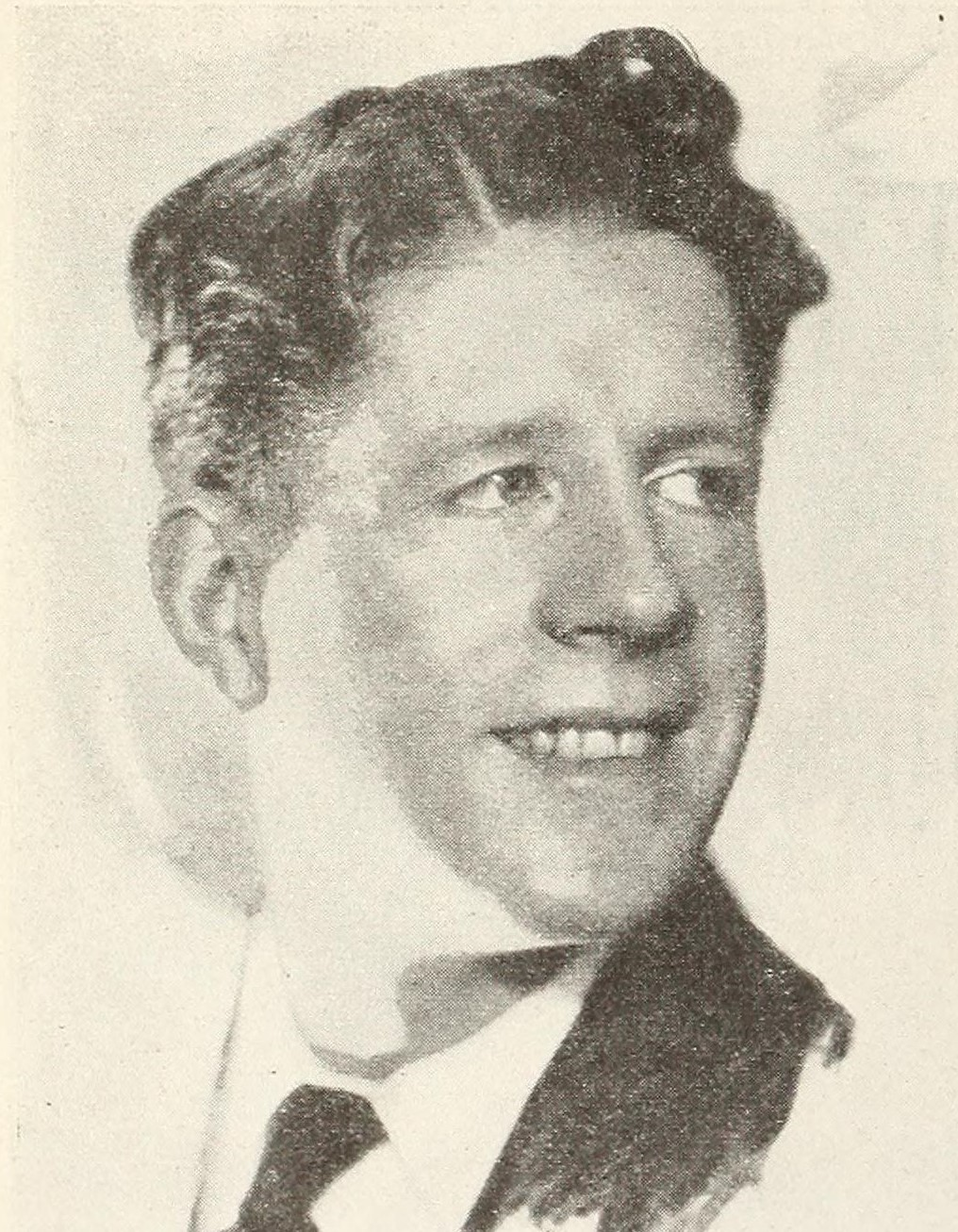
Rudy Vallée était un chanteur très populaire au moment de la sortie de ce film.

- I Love You, Believe Me, I Love You

Musique par Ruby Cowan et Phil Boutelje
Paroles par Philip Bartholomae
Joué par The Connecticut Yankees
Chanté par Rudy Vallée
- I'm Just a Vagabond Lover

Écrit par Rudy Vallée et Leon Zimmerman
Chanté par Rudy Vallée pendant au générique
Joué par les danseuse à la soirée caritative aussi
- Nobody's Sweetheart Now

Musique par Billy Meyers et Elmer Schoebel
Paroles par Gus Kahn et Ernie Erdman
Joué par The Connecticut Yankees
- Georgie Porgie

Traditionnel
Chanté par les enfants à la soirée caritative
- If You Were the Only Girl (In the World)

Musique par Nat Ayer
Paroles par Clifford Grey
Joué par The Connecticut Yankees
Chanté par Rudy Vallée
- Then I'll Be Reminded of You

Musique par Ken Smith
Paroles par Edward Heyman
Joué par The Connecticut Yankees
Chanté par Rudy Vallée
- A Little Kiss Each Morning (A Little Kiss Each Night)

Écrit par Harry M. Woods
Joué par The Connecticut Yankees
Chanté par Rudy Vallée
- Sweetheart, We Need Each Other

Musique par Harry Tierney
Joué par les danseuse à la soirée caritative